# 死因究明等推進基本法
死因究明等推進基本法（しいんきゅうめいとうすいしんきほんほう、令和元年6月12日法律第33号）は、日本の法律である。「死因究明基本法」とも呼ばれる。
2019年6月12日に公布され、2020年4月1日に施行された。令和元年6月12日法律第33号。

## 概要
この法律は、死因究明等に関する施策に関し、基本理念を定め、国及び地方公共団体等の責務を明らかにし、死因究明等に関する施策の基本となる事項を定め、並びに死因究明等に関する施策に関する推進計画の策定について定めるとともに、死因究明等推進本部を設置すること等により、死因究明等に関する施策を総合的かつ計画的に推進し、もって安全で安心して暮らせる社会及び生命が尊重され個人の尊厳が保持される社会の実現に寄与することを目的とする（第1条）。
この法律において「死因究明」とは、死亡に係る診断若しくは死体（妊娠四月以上の死胎を含む）の検案若しくは解剖又はその検視その他の方法によりその死亡の原因、推定年月日時及び場所等を明らかにすることをいう（第2条第1項）。「身元確認」とは、死体の身元を明らかにすることをいう（第2条第2項）。それらを総称して「死因究明等」という（第2条第3項）。
政府は、死因究明等に関する施策に関する推進計画を定め（第19条）、具体的に講じた施策について、国会に年次報告を提出しなければならない（第9条）。
厚生労働省に特別の機関として、死因究明等推進本部を置き（第20条）、厚生労働大臣が兼務する死因究明等推進本部長と、10名以内の死因究明等推進本部員を以って組織する（第21条、第22条）。また専門の事項を調査させるため、専門委員を置くことができ（第24条）、関係行政機関の職員のうちから、厚生労働大臣が任命する幹事を置く（第25条）。

## 構成
- 第1章　総則（第1条 - 第9条）
- 第2章　基本的施策（第10条 - 第18条）
- 第3章　死因究明等推進計画（第19条）
- 第4章　死因究明等推進本部（第20条 - 第29条）
- 第5章　死因究明等推進地方協議会（第30条）
- 第6章　医療の提供に関連して死亡した者の死因究明に係る制度（第31条）
- 附則